# Carlos Alberto Lacoste

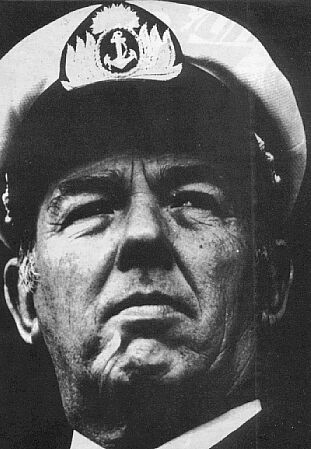
Carlos Alberto Lacoste, 1978

Carlos Alberto Lacoste (* 2. Februar 1929 in Buenos Aires; † 24. Juni 2004 ebenda) war der 45. Präsident Argentiniens. Die Amtszeit des Vize-Admirals dauerte vom 11. Dezember bis zum 22. Dezember 1981. Zuvor hatte er 1978 die Fußball-Weltmeisterschaft organisiert. Nach seiner kurzen Präsidentschaft wurde er Vertreter Südamerikas bei der FIFA und nahm 1986 an der Auslosung der Gruppen für die Fußball-Weltmeisterschaft in Mexiko teil.
| Vorgänger             | Amt                                           | Nachfolger        |
| --------------------- | --------------------------------------------- | ----------------- |
| Roberto Eduardo Viola | Führer des argentinischen Militärregimes 1981 | Leopoldo Galtieri |

| Personendaten    | Personendaten                       |
| ---------------- | ----------------------------------- |
| NAME             | Lacoste, Carlos Alberto             |
| KURZBESCHREIBUNG | argentinischer Politiker, Präsident |
| GEBURTSDATUM     | 2. Februar 1929                     |
| GEBURTSORT       | Buenos Aires                        |
| STERBEDATUM      | 24. Juni 2004                       |
| STERBEORT        | Buenos Aires                        |